# Ranger of the Big Pines

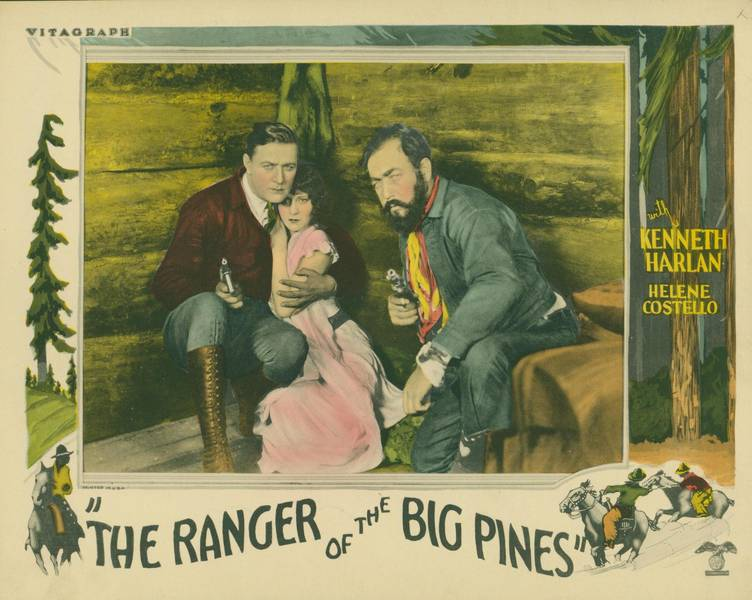
Carte promotionnelle du film.

Ranger of the Big Pines est un film américain réalisé par W. S. Van Dyke, sorti en 1925.

## Fiche technique
- Réalisation : W. S. Van Dyke
- Scénario : Louis D. Lighton, Hope Loring d'après un roman de Hamlin Garland[1].
- Photographie : Allen Q. Thompson
- Production : Vitagraph Company of America
- Distributeur : Warner Bros. Pictures
- Durée : 70 minutes
- Date de sortie : 26 juillet 1925

## Distribution
- Kenneth Harlan : Ross Cavanagh
- Eugene Pallette
- Helene Costello : Virginia Weatherford
- Eulalie Jensen : Lize Weatherford
- Will Walling : Sam Gregg
- Lew Harvey : Joe Gregg
- Robert Graves : Redfield
- Alan Hale
- Joan Standing